# Gangnam Style
Gangnam Style è un singolo novelty del rapper sudcoreano Psy, pubblicato il 15 luglio 2012 come unico estratto dall'unico EP Psy 6甲 (Six Rules), Part 1 ed il 12 ottobre 2012 nel singolo Gangnam Style, pubblicato in Germania, Austria e Svizzera.
Il video del brano su YouTube è stato il più visto sul sito dal 24 novembre 2012 all'11 luglio 2017, quando è stato battuto e superato dalla canzone See You Again di Wiz Khalifa e Charlie Puth. Il 21 dicembre 2012 è diventato il primo video della storia a raggiungere il miliardo di visualizzazioni, divenendo poi il primo a raggiungere i due miliardi il 31 maggio 2014, i 3 miliardi il 25 novembre 2017, i 4 miliardi il 7 marzo 2021 e i 5 miliardi il 29 dicembre 2023. Attualmente si tratta del decimo video più visto in assoluto su YouTube. La parola "Gangnam" si riferisce al quartiere più chic di Seul, la città di origine del cantante.
Il singolo ha venduto oltre 9,7 milioni di copie durante il 2012, risultando così il terzo brano più venduto di quell'anno.

## Descrizione
Con il termine "Gangnam Style" ci si riferisce a un particolare neologismo assai diffuso nel gergo giovanile della società coreana usato per riferirsi allo stile di vita sfarzoso e mondano associato ai residenti del distretto di Gangnam, il quartiere più popolare di Seul, noto per la sua enorme ricchezza e l'alta concentrazione di società finanziarie che vi hanno sede, quali Google, Toyota, LG e Samsung. Come dichiarato in un'intervista concessa alla CNN il 17 agosto 2012, Psy ha infatti paragonato Gangnam a Beverly Hills a Los Angeles (California), spiegando tuttavia come in realtà il contesto descritto nel brano sia ben lungi dall'essere così di «alta classe»:
La canzone parla della "fidanzata perfetta che sa quando essere raffinata e quando potersi scatenare", il cui ritornello 오빤 강남 스타일" (Oppan Gangnam style) è stato tradotto come "il tuo fidanzato è in stile Gangnam", con cui Psy parla di sé stesso rivolgendosi ad un'ipotetica ragazza. Durante un'intervista con il New York Times, Psy ha rivelato come i suoi fan avessero grandi aspettative sul ballo, motivo per cui arrivò a restare sveglio per circa 30 notti insieme al suo coreografo Lee Ju-sun per idearlo.

## Video musicale
Il videoclip mostra PSY intento a ballare imitando la cavalcata di un cavallo. Esegue la "danza" in diversi posti tra cui una piscina idromassaggio, una stalla, una giostra, un ascensore, un garage e la metropolitana. Diversi personaggi famosi della cultura pop coreana appaiono nel video, tra cui la cantante Hyuna e due membri dello show televisivo Infinite Challenge, il conduttore e comico Yoo Jae-suk e il comico No Hong-chul.
Oltre ad essere il video più visto in assoluto su YouTube a partire dal 24 novembre 2012, il 21 dicembre del 2012 è stato anche il primo a superare il miliardo di visualizzazioni, in onore delle quali YouTube ha aggiunto una GIF accanto al numero delle visualizzazioni, che raffigura una stilizzazione del cantante che ripete il balletto del brano. Ha inoltre vinto nella categoria Best Video agli MTV EMA 2012 a Francoforte, in Germania. Il 31 maggio 2014 il video diventa il primo su YouTube a raggiungere i 2 miliardi di visualizzazioni. Anche questa volta, YouTube aggiunge una GIF, questa volta doppia, accanto al contatore delle visualizzazioni. A causa del superamento delle cifre in 32 bit (2.147.483.647) dovuto alle visualizzazioni del video ufficiale del brano, YouTube ha dovuto modificare i contatori in 64 bit.
Ha stabilito numerosi Guinness World Record ufficiali, tra i quali "Video più visto online", "Video con più mi piace online" e "Primo video a raggiungere il miliardo di visualizzazioni" e successivamente "Primo video a raggiungere i due miliardi di visualizzazioni". Nel gennaio del 2016 il video supera due miliardi e mezzo di visualizzazioni su YouTube.

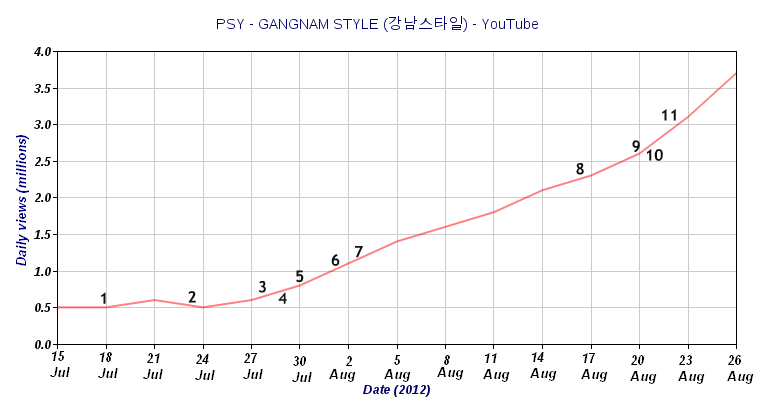
Questo grafico mostra il numero di visualizzazioni giornaliere attribuite al video musicale Gangnam Style su YouTube dal 15 luglio 2012 al 26 agosto 2012.

A luglio 2017, dopo 5 anni di dominio incontrastato, perde il suo primato di visualizzazioni su YouTube in favore di See You Again, singolo di Wiz Khalifa e Charlie Puth, che a sua volta viene superato dopo appena un mese da Despacito di Luis Fonsi e Daddy Yankee.

## Flash mob
Tra l'agosto e il novembre del 2012 Gangnam Style ha generato una serie di flash mob in tutto il mondo. In moltissime città di tutto il mondo, masse di persone sono scese in modo organizzato in piazza o in altri luoghi pubblici come centri commerciali, parchi universitari e stazioni metropolitane a ballare al ritmo del brano. Flash mob di grandi dimensioni si sono svolti nelle città più grandi del pianeta, tra cui Atlanta, Bangkok, Seul, Giacarta, Milano, Melbourne, Parigi, Roma, Sydney, Torino, Stoccolma e Toronto.
Il 10 novembre 2012 circa trentamila ragazzi a Roma, in Piazza del Popolo, hanno ballato con la musica proveniente dai propri smartphone tramite l'applicazione Music Mob.

## Classifiche

### Classifiche settimanali
| Classifica (2012) | Posizione massima |
| ----------------- | ----------------- |
| Australia         | 1                 |
| Austria           | 1                 |
| Belgio (Fiandre)  | 1                 |
| Belgio (Vallonia) | 1                 |
| Canada            | 1                 |
| Corea del Sud     | 1                 |
| Danimarca         | 1                 |
| Finlandia         | 1                 |
| Francia           | 1                 |
| Germania          | 1                 |
| Irlanda           | 2                 |
| Italia            | 1                 |
| Libano            | 1                 |
| Lussemburgo       | 1                 |
| Norvegia          | 1                 |
| Nuova Zelanda     | 1                 |
| Paesi Bassi       | 1                 |
| Regno Unito       | 1                 |
| Repubblica Ceca   | 1                 |
| Slovenia          | 42                |
| Spagna            | 1                 |
| Stati Uniti       | 2                 |
| Svezia            | 2                 |
| Svizzera          | 1                 |

### Classifiche di fine anno
| Classifica (2012) | Posizione |
| ----------------- | --------- |
| Australia         | 2         |
| Austria           | 13        |
| Belgio (Fiandre)  | 7         |
| Belgio (Vallonia) | 10        |
| Canada            | 37        |
| Corea del Sud     | 1         |
| Danimarca         | 3         |
| Francia           | 4         |
| Germania          | 8         |
| Irlanda           | 12        |
| Italia            | 13        |
| Nuova Zelanda     | 2         |
| Paesi Bassi       | 5         |
| Polonia           | 4         |
| Regno Unito       | 6         |
| Russia            | 65        |
| Spagna            | 13        |
| Stati Uniti       | 47        |
| Svezia            | 18        |
| Svizzera          | 10        |
| Classifica (2013) | Posizione |
| Australia         | 90        |
| Austria           | 36        |
| Belgio (Fiandre)  | 41        |
| Belgio (Vallonia) | 15        |
| Danimarca         | 37        |
| Italia            | 48        |
| Svezia            | 48        |
| Svizzera          | 20        |

### Classifiche di fine decennio
| Classifica (2010-19) | Posizione |
| -------------------- | --------- |
| Australia            | 17        |

## Date di pubblicazione
| Paese                 | Data di pubblicazione | Etichetta          |
| --------------------- | --------------------- | ------------------ |
| Corea del Sud         | 15 luglio 2012        | YG Entertainment   |
| Stati Uniti d'America | 6 settembre 2012      | Schoolboy Records  |
| Canada                | 6 settembre 2012      | Schoolboy Records  |
| Regno Unito           | 7 settembre 2012      | Island Records     |
| Danimarca             | 7 settembre 2012      | Universal Republic |
| Belgio                | 12 settembre 2012     | Universal Republic |
| Svizzera              | 12 ottobre 2012       | Universal Republic |
| Germania              | 12 ottobre 2012       | Universal Republic |
| Austria               | 12 ottobre 2012       | Universal Music    |
| Italia                | 19 ottobre 2012       | Universal Music    |
| Francia               | 19 ottobre 2012       | Universal Republic |
| Spagna                | 19 ottobre 2012       | Universal Republic |
| Australia             | 19 ottobre 2012       | Universal Republic |

## Cover

### Cover di Hyuna e Psy
Il 14 agosto del 2012 fu pubblicata una rivisitazione di Gangnam Style in cui cantano Psy e Hyuna intitolata Oppa Is Just My Style.

### Altre cover
Nel 2012 fu pubblicata una cover del brano di Gummibär intitolata Gummy Style.